# Santa Cruz de Mara
Santa Cruz de Mara – miasto w Wenezueli, w stanie Zulia, w gminie Mara.
Według danych szacunkowych na rok 2015 liczy 66 000 mieszkańców.